# Johan Ludvig Lund

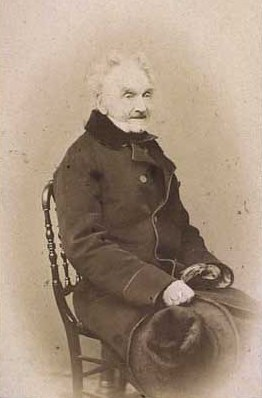
Johan Ludvig Gebhard Lund.

Johan Ludvig Gebhard Lund, främst känd som J.L. Lund, född den 16 oktober 1777 i Kiel, av danska föräldrar, död den 3 mars 1867, var en dansk målare.
Lund studerade vid konstakademien i Köpenhamn samt för Abildgaard. År 1799 reste han över Dresden till Paris, där han under ett och ett halvt år målade i Davids skola, och vidare till Rom, dit han anlände 1802. Där målade han bland annat ett par stora tavlor med ämnen från trojanska kriget (Andromake vid Hektors grav finns i Kronborgs galleri). År 1810 återkom Lund till Köpenhamn och blev med sitt arbete Hagbard och Signy medlem av akademien 1814. Han vistades åter ett par år i Italien, varifrån han återkom 1819, sedan han blivit utnämnd till professor vid konstakademien.
Lunds främsta arbeten från den följande tiden är fem stora målningar för en sal på Kristiansborg: Kristendomens införande i Danmark (1827), som följdes av Soldyrkan, Offer till Tor, Katolsk kyrkoprocession och Luthersk gudstjänst (samtliga nu på Kronborg). Han målade dessutom altartavlor, porträtt och landskap. Till hans erkänt bästa alster hör Ida Brun bekransande sin moders byst. Ida Brun var yngsta dotter till Constantin och Friederike Brun. J.L. Lund var teckningslärare hos familjen under studietiden. Porträttet av Ida Brun med Rom i bakgrunden från 1811 fanns tidigare i Garth-Grüner familjesamling på Sparresholm gods på Själland i Danmark. Målningen brändes den 21 juni 2013 efter att en blixt slog på herrgården och satte den i brand. De tre nornorna ses på Konstmuseet i Köpenhamn. Lund representerade en idealistisk och poetisk riktning, samtidigt med att Christoffer Wilhelm Eckersberg ledde den danska konsten in på realismens väg.

## Utmärkelser
- Riddare av Dannebrogorden,  1829[6]
- Dannebrogsmännens hederstecken,  1840[6]

[Redigera Wikidata]

## Bildgalleri

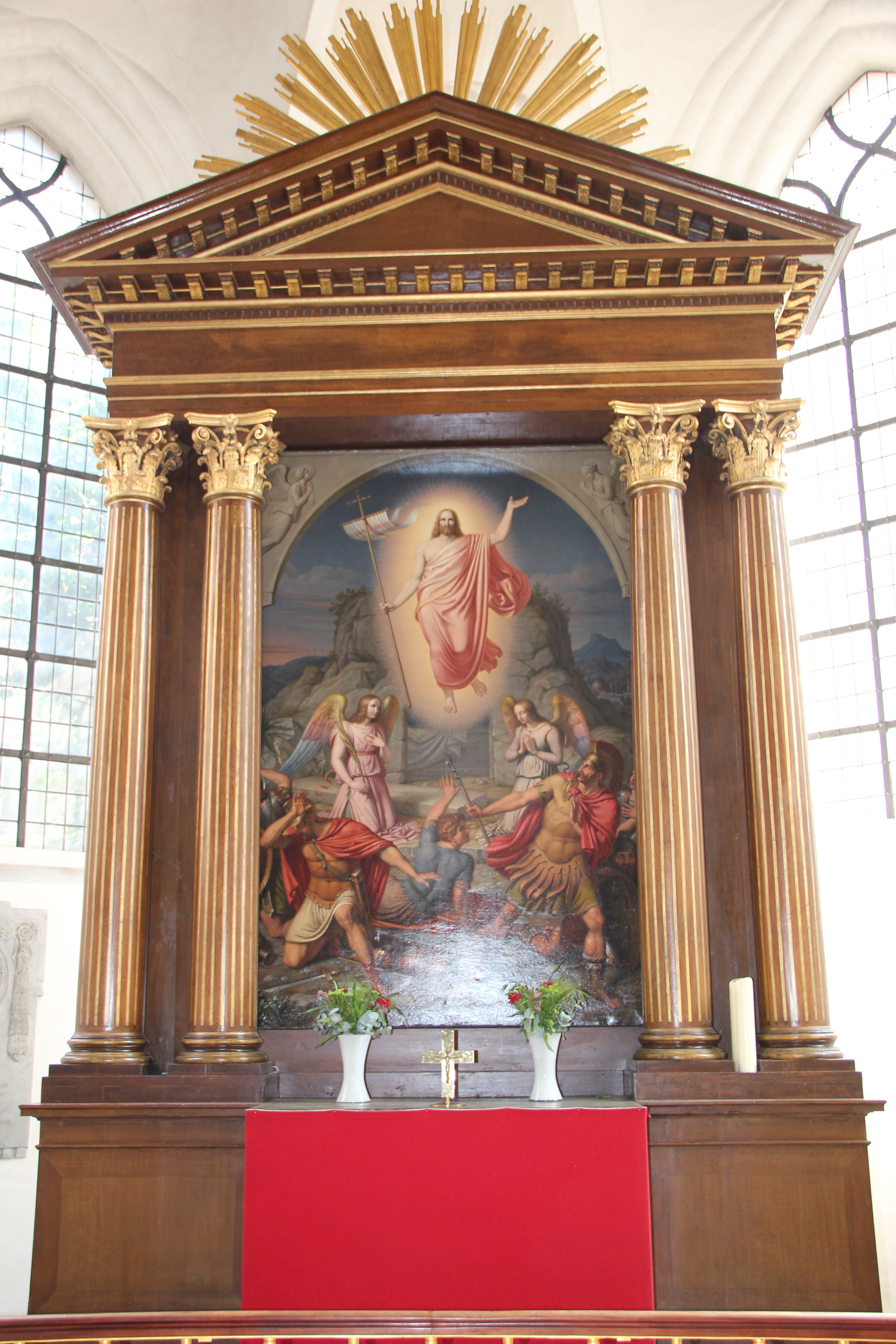
Altatavlan i Sankt Petri kyrka, Köpenhamn.
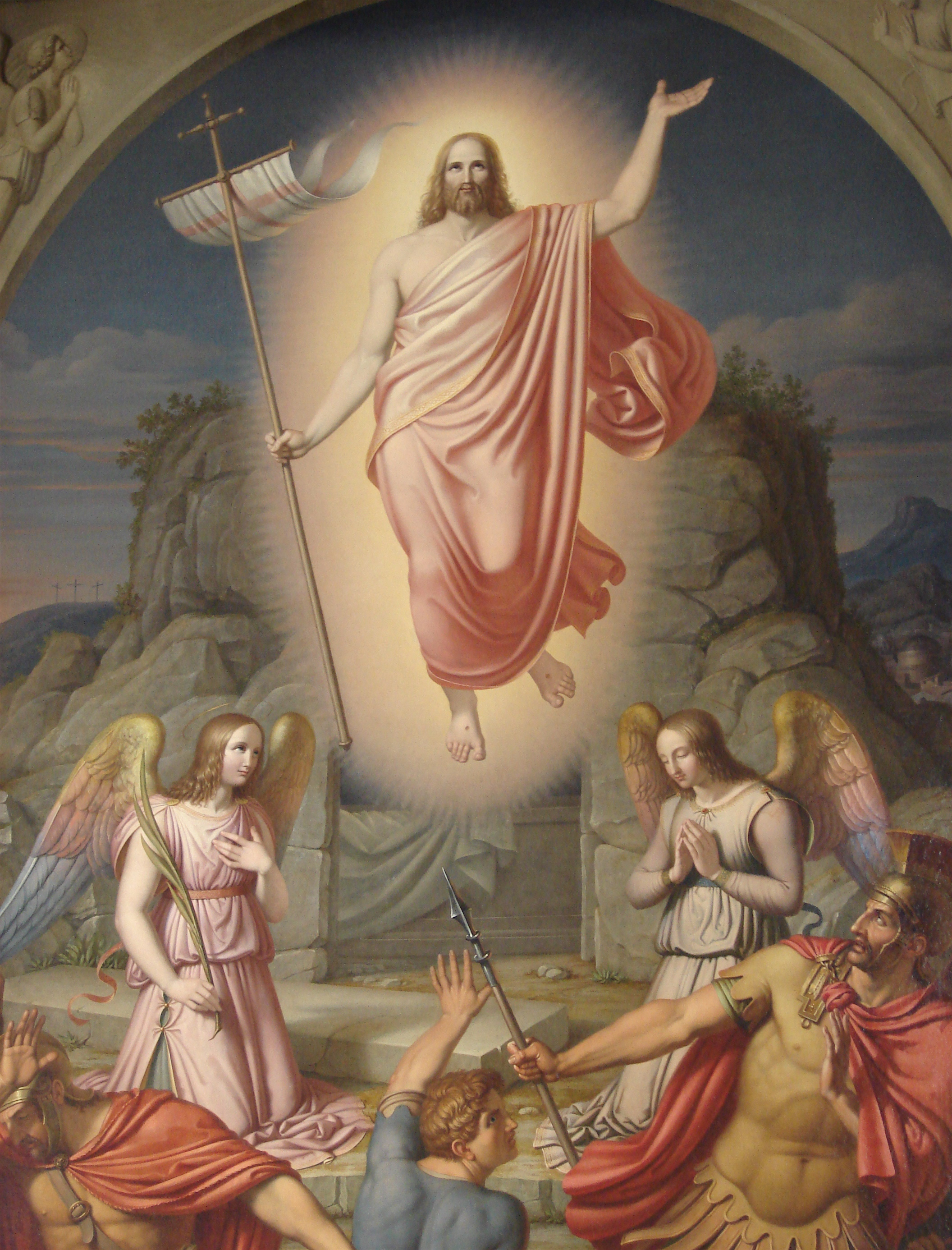
Uppståndelsen från 1819, detalj av altartavla i Sankt Petri kyrka, Köpenhamn.
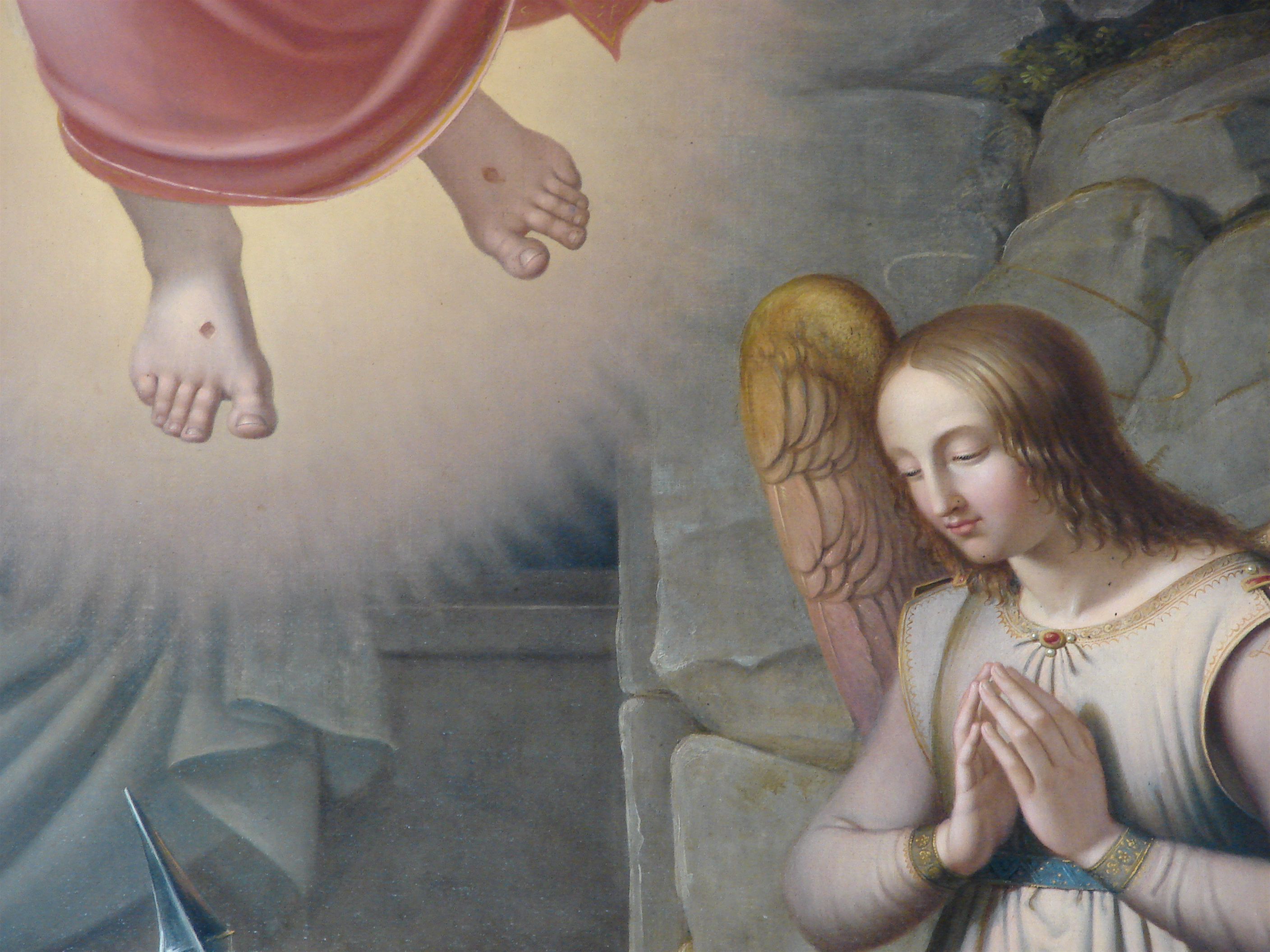
Detalj av altartavlan i Sankt Petri kyrka, Köpenhamn.
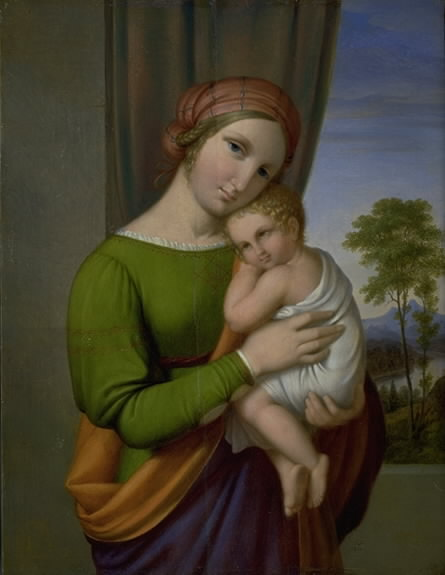
Jungfru Maria med Jesusbarnet, Statens Museum for Kunst i Köpenhamn.
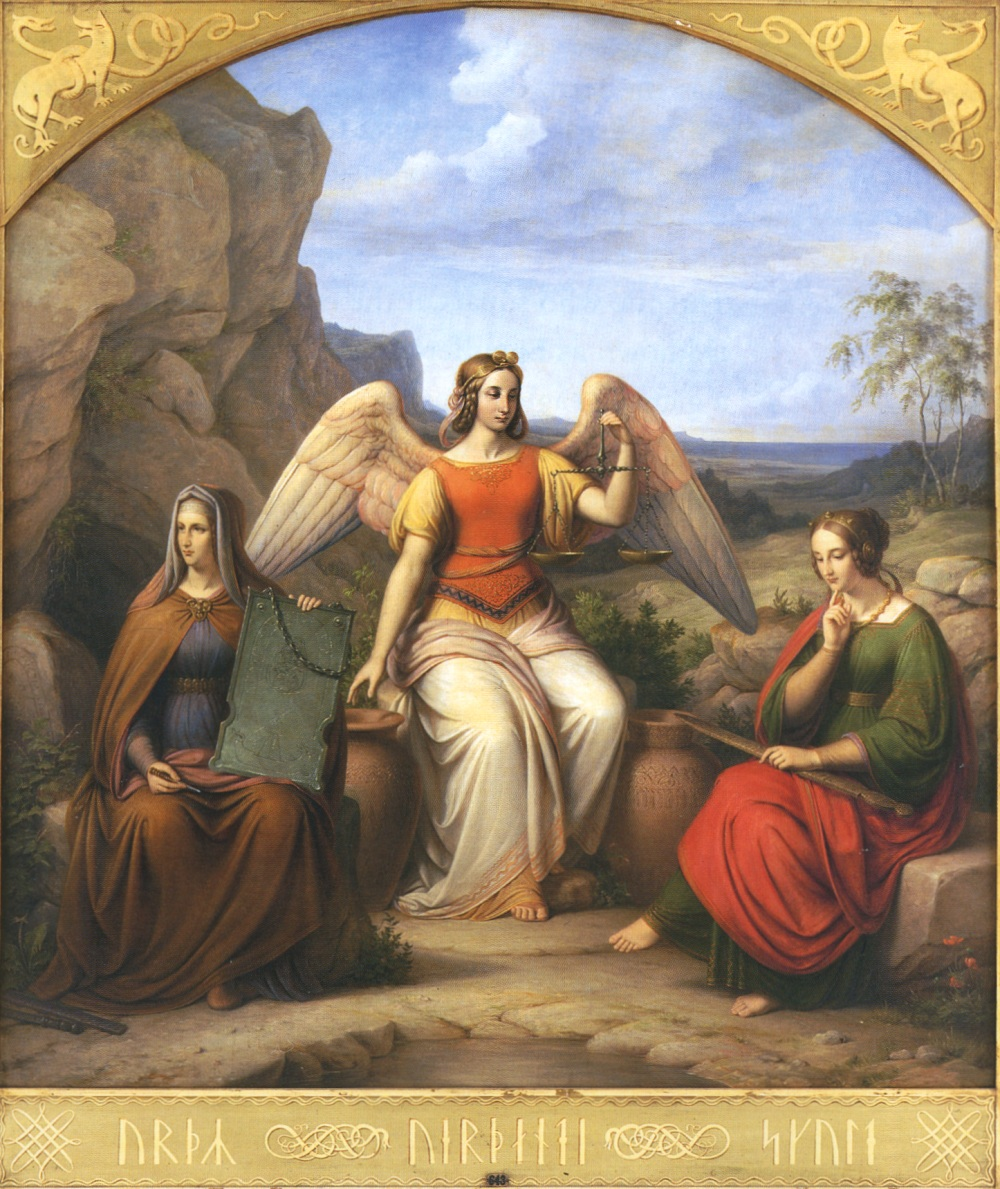
De tre nornorna i den nordiska mytologin från 1844.
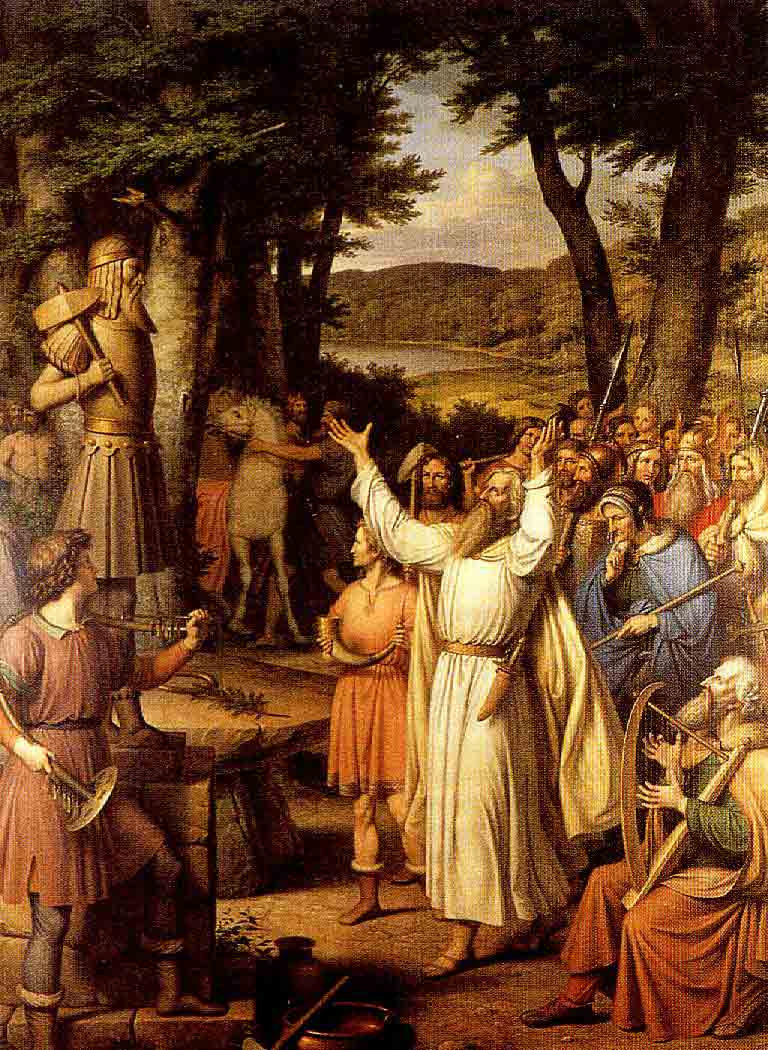
Offrande till Tor.
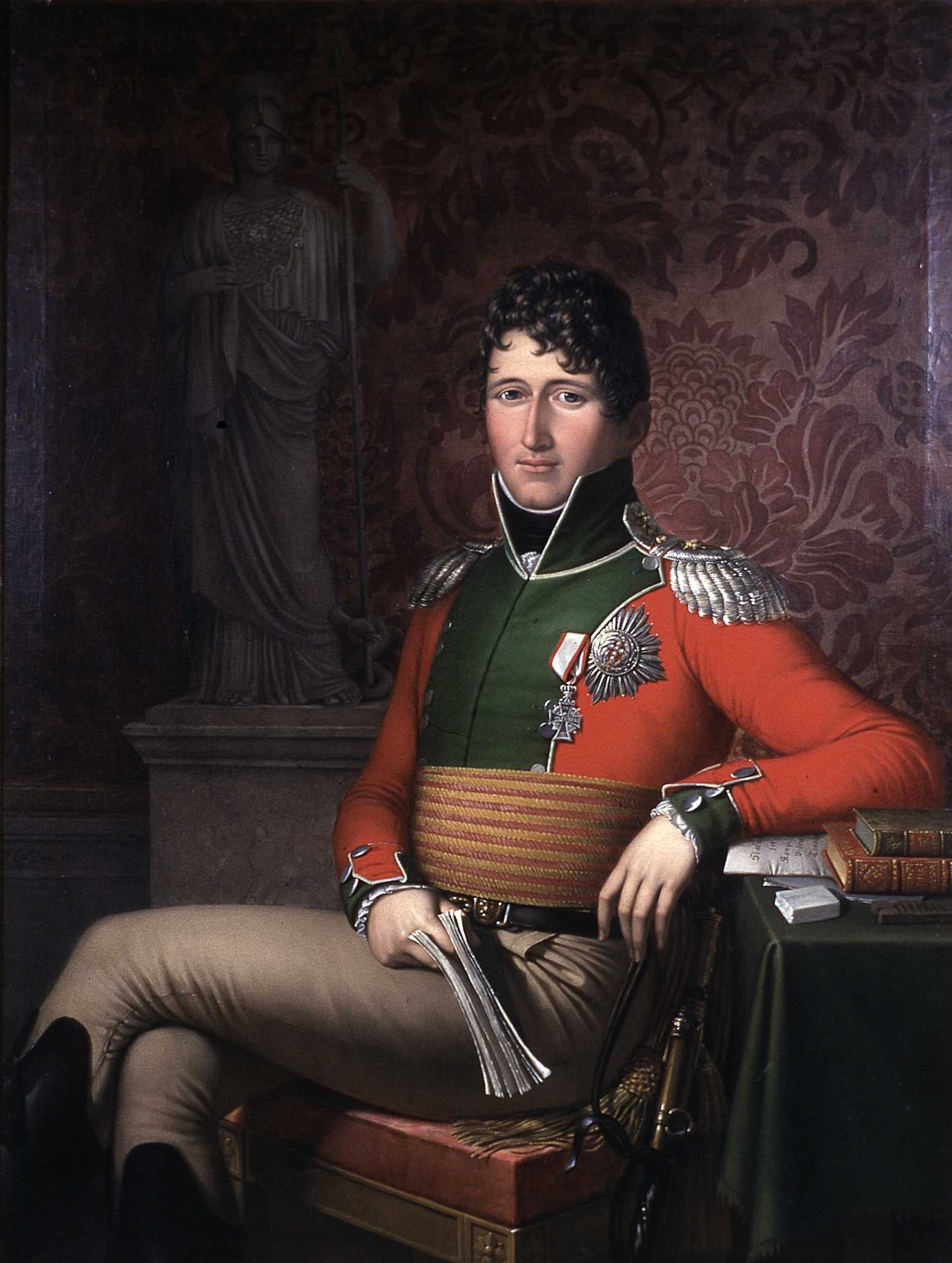
Christian Frederik av Norge / Christian VIII av Danmark. Målad i Danmark 1813, innan han kom till Norge som generalguvernör. Ägare: Eidsvoll 1814.
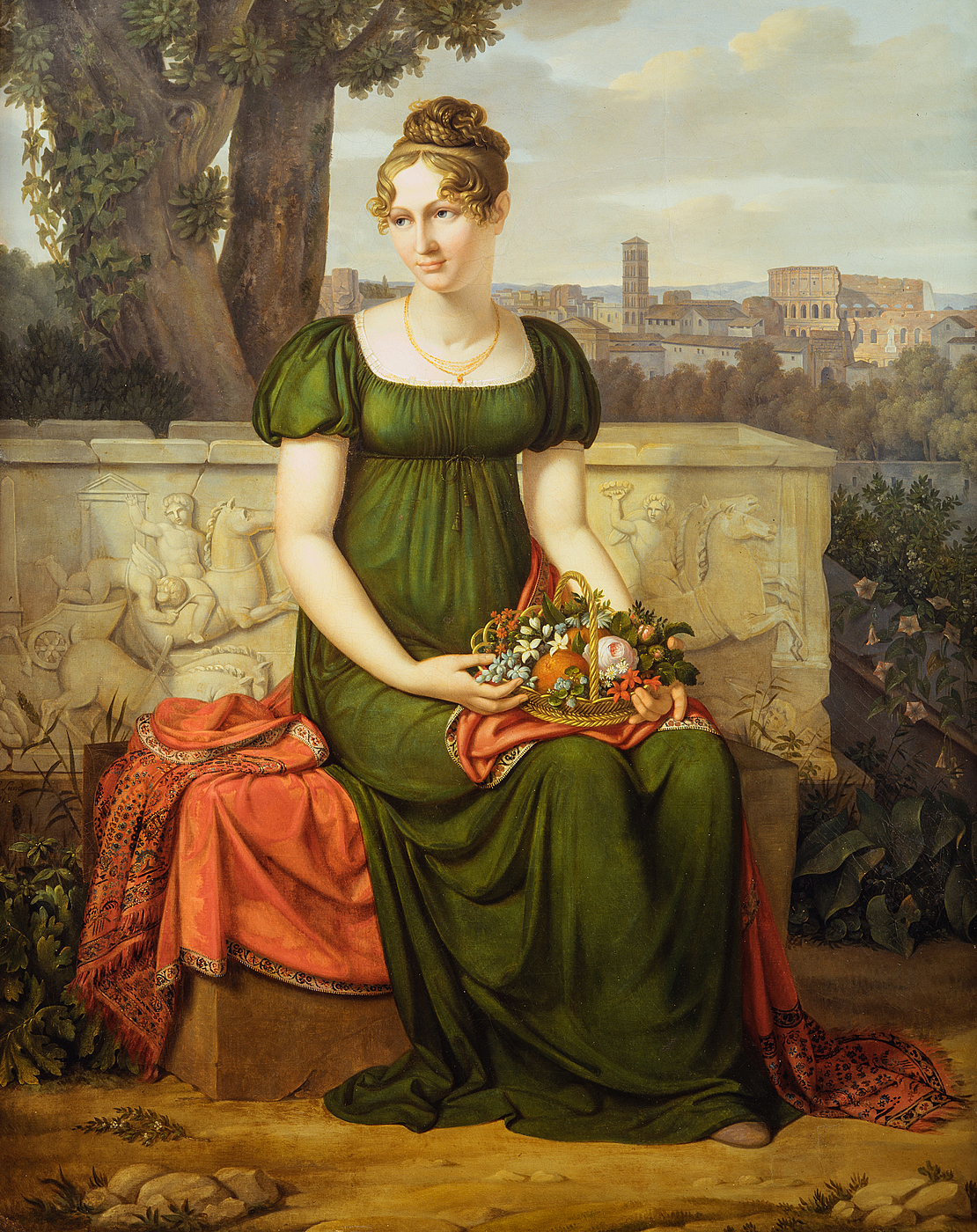
Ida Brun med Rom i bakgrunden, 1811.
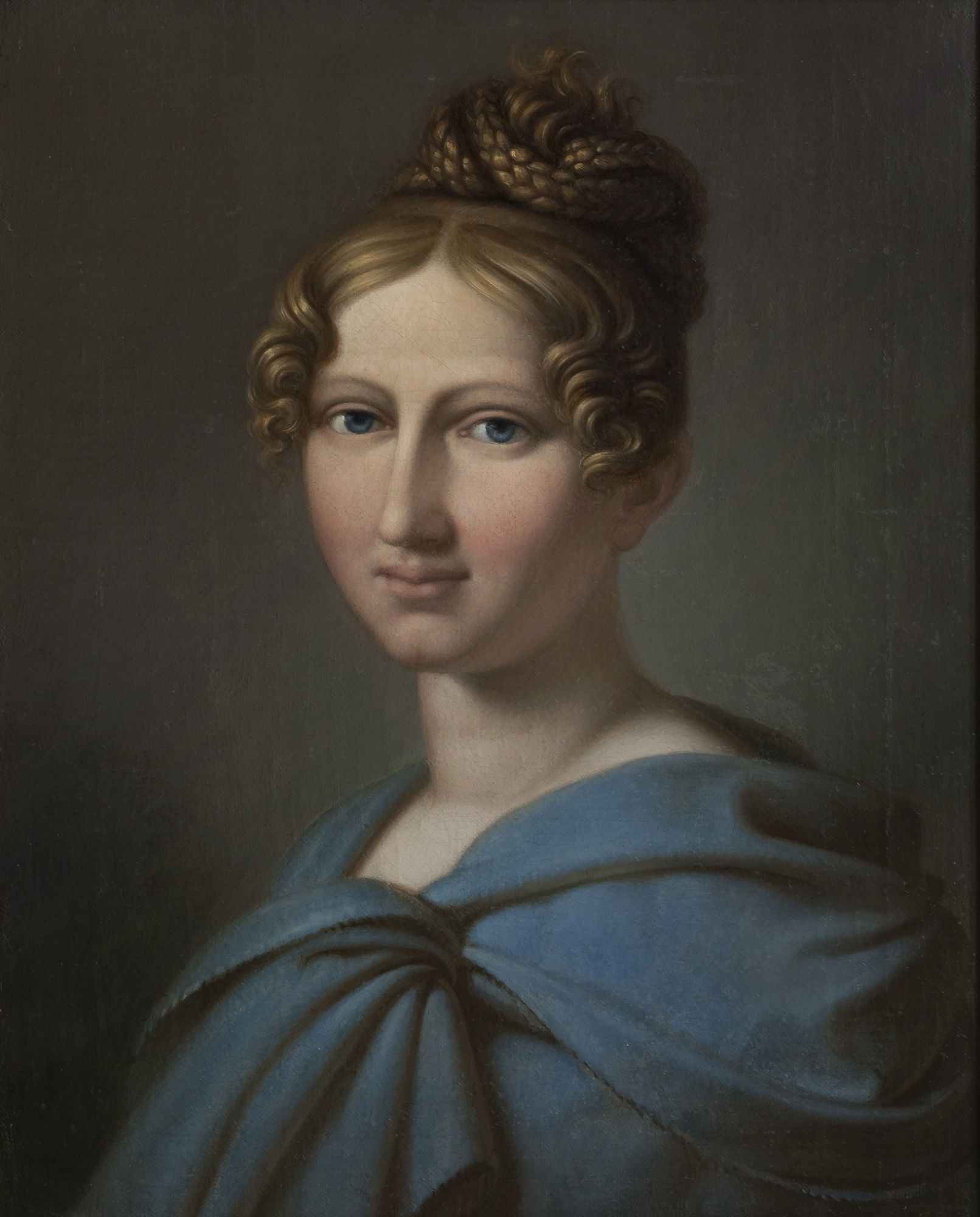
Porträtt av Ida Brun, 1810, dotter till Constantin and Friederike Brun.
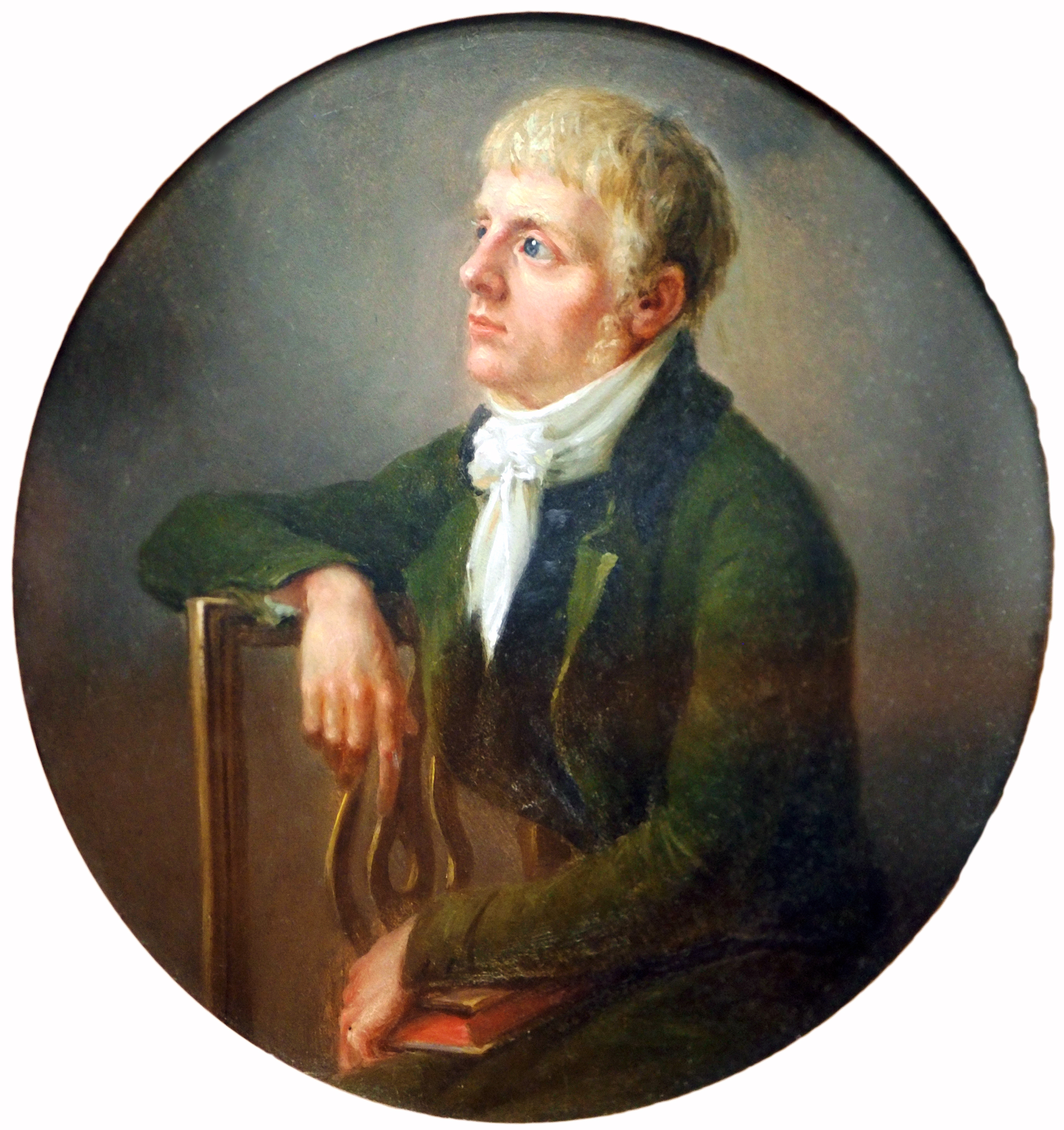
Medaljongbild av den unge Caspar David Friedrich, 1800. Niedersächsisches Landesmuseum Hannover.
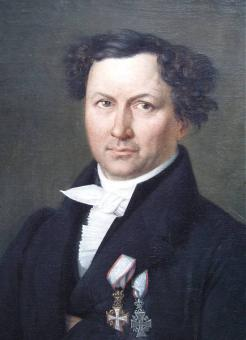
Porträtt av arkitekten Jørgen Hansen Koch, 1832. Porträttet ägs av Jørgen Hansen Koch jr. (f. 1926).
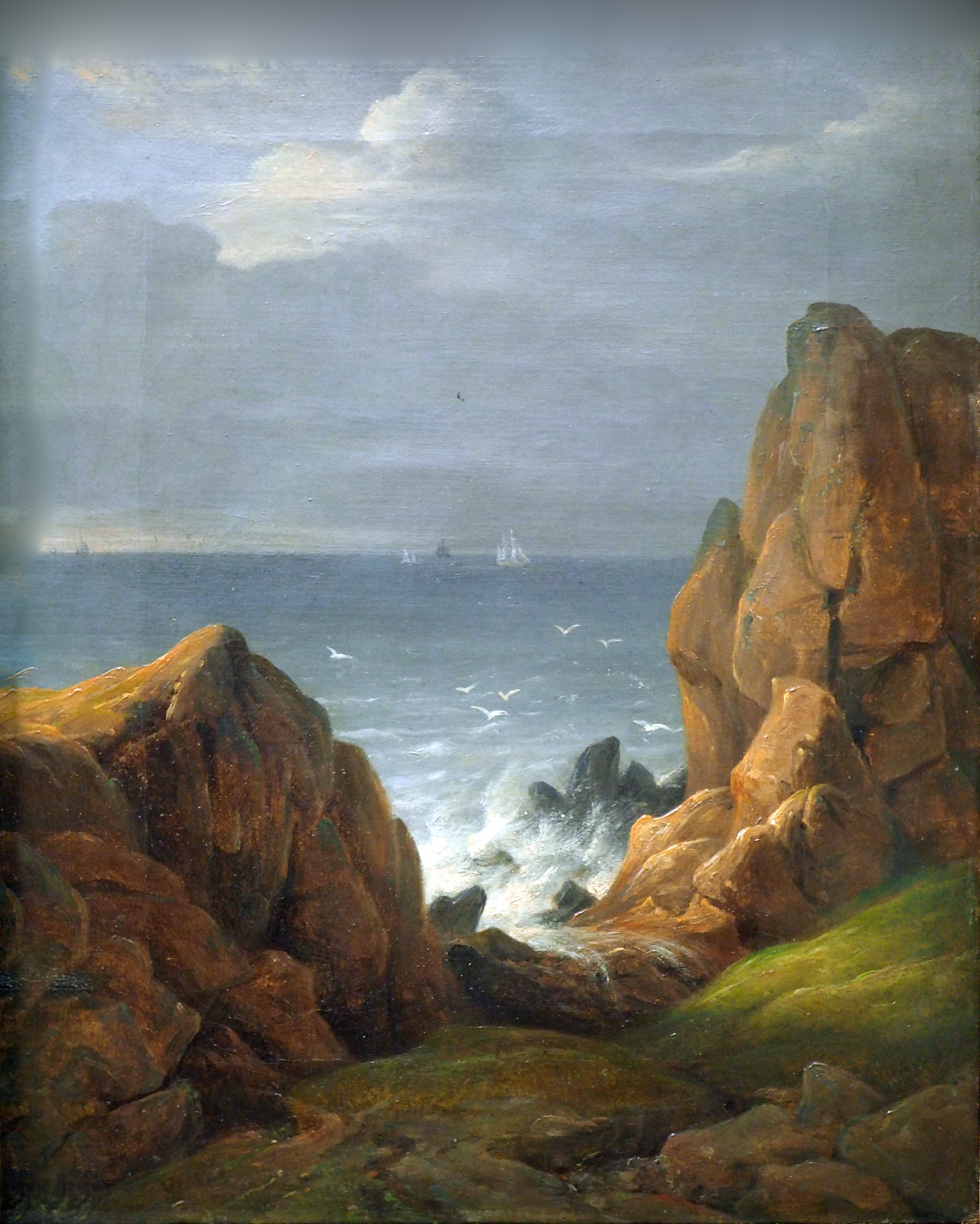
Kust vid Kullen i Skåne, Sverige, 1827. Niedersächsisches Landesmuseum Hannover.
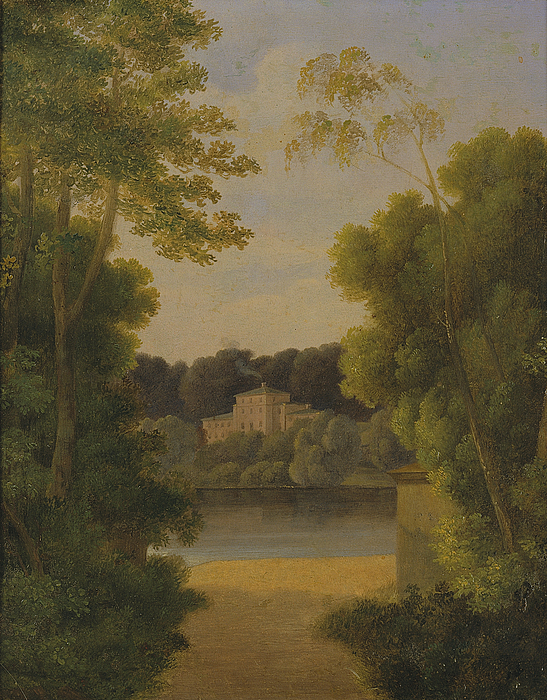
Oljemålning av Sophienholm i Kongens Lyngby, en tidigare egendom på landet och nu konstgalleri norr om Köpenhamn. Thorvaldsens Museum, Köpenhamn.
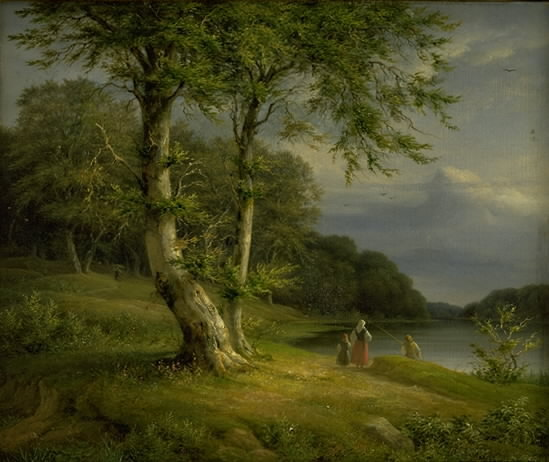
Skogslandskap nära sjön Bagsværd. Statens Museum for Kunst i Köpenhamn.